# شرابلاو
شرابلاو (بالألمانية: Schraplau) هي بلدة ألمانية تقع في ألمانيا في ساكسونيا أنهالت.